# ジェームズ軍
ジェームズ軍（Army of the James）は、南北戦争後期にバージニア州で活動した北軍の軍で、その名前はジェームズ川に由来する。バージニア・ノースカロライナ軍管区（Department of Virginia and North Carolina）の管轄下にある部隊から構成されていた。

## 歴史
北軍のバージニア軍管区とカロライナ軍管区は1863年に統合された。これら軍管区の管轄下にあった部隊は、第18軍団として組織された。1864年4月、南部軍管区（Department of the South）から第10軍団が異動になり、この2個軍団でジェームズ軍が構成された。ベンジャミン・フランクリン・バトラー少将が軍司令官に任じられた。
ユリシーズ・グラント中将のオーバーランド方面作戦中の1864年、バトラーはバージニア州ピーターズバーグとリッチモンドに対する攻撃を何度か実施したが、成功しなかった。コールドハーバーの戦いでは、第18軍団はポトマック軍の支援に派遣され、ピーターズバーグ包囲戦にも参加した。ピーターズバーグ包囲戦中、ジェームズ軍は主にリッチモンドを包囲していた。
ジェームズ軍司令官としてのバトラーの唯一の成功は、1864年9月のチャフィン農園の戦いでの勝利であり、ハリソン砦も含めて、リッチモンドを防衛する南軍を打ち破った。12月、軍の組織変更が行われ、第10軍団と第18軍団は解散され、黒人兵士から構成される第25軍団と、白人兵士で構成される第24軍団に再編された。また、バージニア軍管区とノースカロライナ軍管区は再び分割された。これら部隊はフィッシャー砦遠征軍団（ort Fisher Expeditionary Corps）を編成してフィッシャー砦（Fort Fisher）へ向かった。バトラーは軍管区司令官としての立場を利用して遠征軍団の指揮をとったが、第一次フィッシャー砦の戦い（First Battle of Fort Fisher）での敗北後、グラントはエドワード・オードをジェームズ軍司令官に任命した。
オードのリーダーシップの下、ジェームズ軍は目覚ましい成功を収めた。第25軍団はピーターズバーグへの最後の突撃に参加し、第25軍団は陥落したリッチモンドに入城した最初の部隊となった。オードと第24軍団はアポマトックス・コートハウスまで南軍を追跡し、ロバート・E・リー大将の退路を遮断した。その後、ジェームズ軍は南軍北バージニア軍の降伏に立ち会った。

## 歴代軍司令官
- ベンジャミン・フランクリン・バトラー少将：1864年4月28日 – 1865年1月8日
- エドワード・オード少将：1865年1月8日 – 1865年月1日

## 主な戦闘と作戦
- バミューダ・ハンドレッド方面作戦：バトラー
- コールドハーバーの戦い：バトラー、第18軍団のみが参加
- リッチモンド・ピータースバーグ方面作戦：バトラー
- チャフィン農園の戦い：バトラー
- ピーターズバーグ陥落：オード
- アポマトックス方面作戦：オード

## 戦闘序列

### チャフィン農園の戦いの戦闘序列
ジェームズ軍司令官：ベンジャミン・フランクリン・バトラー少将
| 軍団                                                                                 | 師団                                                                                | 旅団                                                                       |
| ------------------------------------------------------------------------------------ | ----------------------------------------------------------------------------------- | -------------------------------------------------------------------------- |
| 第10軍団 David B. Birney少将                                                         | 第1師団 アルフレッド・テリー准将                                                    | - 第1旅団（4個歩兵連隊） - 第2旅団（5個歩兵連隊） - 第3旅団（5個歩兵連隊） |
| 第10軍団 David B. Birney少将                                                         | 第2師団 Robert Sanford Foster准将                                                   | - 第1旅団（4個歩兵連隊） - 第2旅団（5個歩兵連隊） - 第3旅団（6個歩兵連隊） |
| 第10軍団 David B. Birney少将                                                         | 第3師団 編成未了                                                                    | - 第1旅団（1個歩兵連隊、4個黒人連隊）                                      |
| 第10軍団 David B. Birney少将                                                         | 砲兵部隊                                                                            | - 砲兵旅団（9個砲兵連隊）                                                  |
| 第18軍団 エドワード・オード少将（負傷） Charles Adam Heckman准将 Godfrey Weitzel少将 | 第1師団 ジョージ・スタナード准将 Gilman Marston准将                                 | - 第1旅団（4個歩兵連隊） - 第2旅団（4個歩兵連隊） - 第3旅団（4個歩兵連隊） |
| 第18軍団 エドワード・オード少将（負傷） Charles Adam Heckman准将 Godfrey Weitzel少将 | 第2師団 Charles Adam Heckman准将 Harrison S. Fairchild大佐 Charles Adam Heckman准将 | - 第1旅団（3個歩兵連隊） - 第2旅団（2個歩兵連隊） - 第3旅団（2個歩兵連隊） |
| 第18軍団 エドワード・オード少将（負傷） Charles Adam Heckman准将 Godfrey Weitzel少将 | 第3師団 Charles Jackson Paine准将                                                   | - 第1旅団（3個黒人連隊） - 第2旅団（3個黒人連隊） - 第3旅団（2個黒人連隊） |
| 第18軍団 エドワード・オード少将（負傷） Charles Adam Heckman准将 Godfrey Weitzel少将 | 砲兵部隊                                                                            | - 砲兵旅団（13個砲兵連隊）                                                 |
| 騎兵部隊                                                                             | 騎兵師団 August Kautz准将                                                           | - 第1騎兵旅団（2個歩兵連隊） - 第2騎兵旅団（2個歩兵連隊） - 1個砲兵中隊    |

### アポマトックス方面作戦の戦闘序列
北軍戦闘序列
|                                       | 軍                                        | 軍団                                                                |
| ------------------------------------- | ----------------------------------------- | ------------------------------------------------------------------- |
| 北軍総司令官 ユリシーズ・グラント中将 | ポトマック軍 ジージ・ミード少将           | - 第2軍団 - 第5軍団 - 第6軍団 - 第9軍団 - 騎兵軍団                  |
| 北軍総司令官 ユリシーズ・グラント中将 | ジェームズ軍 エドワード・オード少将       | - バーミュダ・ハンドレッド防衛部隊 - 第24軍団 - 第24軍団 - 騎兵部隊 |
| 北軍総司令官 ユリシーズ・グラント中将 | シェナンドー軍 フィリップ・シェリダン少将 | - 騎兵軍団                                                          |

ジェームズ軍戦闘序列
| 軍団                                                       | 師団                                   | 旅団 |
| ---------------------------------------------------------- | -------------------------------------- | --- |
| バーミュダ・ハンドレッド防衛部隊 George Lucas Hartsuff准将 | 歩兵師団 Edward Ferrero准将            | - 第1旅団（3個歩兵連隊、1個重砲中隊） - 第2旅団（2個重砲中隊） - 砲兵部隊（1個野砲中隊）                                                                        |
| バーミュダ・ハンドレッド防衛部隊 George Lucas Hartsuff准将 | 独立旅団 Joseph Bradford Carr准将      | - ポカホンタス砦（3個騎兵連隊、1個重砲中隊） - ハリソンズ・ランディング（1個歩兵連隊、1個黒人騎兵連隊） - ポーハタン砦（1個歩兵連隊、2個騎兵中隊、1個重砲中隊） |
| バーミュダ・ハンドレッド防衛部隊 George Lucas Hartsuff准将 | 砲兵部隊                               | - 4個野砲中隊、2個重砲中隊 |
| 第24軍団 ジョン・ギボン (将軍)少将                         | 第1師団 Robert S. Foster准将           | - 第1旅団（5個歩兵連隊） - 第3旅団（5個歩兵連隊） - 第4旅団（5個歩兵連隊）                                                                                      |
| 第24軍団 ジョン・ギボン (将軍)少将                         | 第3師団 Charles Devens准将             | - 第1旅団（6個歩兵連隊） - 第2旅団（7個歩兵連隊） - 第3旅団（5個歩兵連隊）                                                                                      |
| 第24軍団 ジョン・ギボン (将軍)少将                         | 独立師団 John W. Turner准将            | - 第1旅団（3個歩兵連隊） - 第2旅団（3個歩兵連隊） - 第3旅団（3個歩兵連隊）                                                                                      |
| 第24軍団 ジョン・ギボン (将軍)少将                         | 砲兵部隊                               | - 4個野砲中隊、2個重砲中隊 |
| 第25軍団 Godfrey Weitzel少将                               | 第1師団 August Kautz少将               | - 第1旅団（4個黒人歩兵連隊） - 第2旅団（4個黒人歩兵連隊） - 第3旅団（4個黒人歩兵連隊） - 随伴旅団（2個黒人歩兵連隊） - 騎兵部隊（1個黒人騎兵連隊）              |
| 第25軍団 Godfrey Weitzel少将                               | 第2師団 William Birney准将             | - 第1旅団（3個黒人歩兵連隊） - 第2旅団（4個黒人歩兵連隊） - 第3旅団（2個黒人歩兵連隊）                                                                          |
| 第25軍団 Godfrey Weitzel少将                               | 砲兵部隊                               | - 8個野砲中隊 |
| 騎兵                                                       | 騎兵師団 ラナルド・S・マッケンジー准将 | - 第1騎兵旅団（2個騎兵連隊） - 第2騎兵旅団（3個騎兵連隊） - 砲兵部隊（1個砲兵中隊）                                                                             |

## 参考資料
- Eicher, John H., and David J. Eicher. Civil War High Commands. Stanford, CA: Stanford University Press, 2001. ISBN 0-8047-3641-3.
- Department of Virginia and North Carolina, Army of the James